# علم الكون الفيزيائي
علم الكون الفيزيائي هو أحد فروع علم الفيزياء الفلكية والذي يختص بدراسة البنية الواسعة النطاق للفضاء الكوني، يهتم علم الكون الفيزيائي بالإجابة عن الأسئلة الأساسية حول بنية الكون ونشأته وتشكله وتطوره ومحاولة التنبؤ بطريقة نهايته، كما يتناول علم الكون الفيزيائي دراسة حركات الأجسام النجمية والمسبب الأول first cause. هذه الأسئلة والمجالات كانت لفترة طويلة من اختصاص الفلسفة وتحديداً علم ما وراء الطبيعة أو الميتافيزيقيا، لكن منذ ظهور تصور كوبرنيكوس، أصبح العلم التجريبي هو الذي يسهل فهم حركة النجوم والكواكب ومداراتها وليس التفكير الفلسفي.
وتعتبر البداية الحقيقة لعلم الكون الفيزيائي في القرن العشرين بعد ظهور نظريتي النسبية لآينشتاين وتحديداً النسبية العامة التي تصف هندسة الفضاء الكوني، وخصوصاً بعد التنبؤات الدقيقة للنسبية العامة التي أكدتها أجهزة الأرصاد الفلكية فيما بعد.
كما أتاحت لنا المراصد الكبيرة مشاهدة أجراماً كونية، مجرات بعيدة جداً عنا يقدر بعدها عن مجرتنا مجرة درب التبانة مليارات السنين الضوئية ومعرفة صفاتها وخواصها.
وقد أدى هذا التقدم التكنولوجي إلى تغيير التصورات حول نشأة الكون وأصبحت هناك عدة مشاهدات مختلفة دعت الفيزيائيين إلى التفكير في نظرية الانفجار العظيم لنشأة الكون، ولا تزال تلك النظرية تسود أي تفكير آخر وأصبحت هي النموذج الذي يعتقد فيه معظم الباحثين. ولكن لا يزال بعض العلماء يعتقدون في نموذج أخر لنشأة الكون وتكوينه وهو نظرية الحالة الثابتة للكون، إلا أن المشاهدات العملية ترجح نموذج الانفجار العظيم.
ويعتمد علم الكون الفيزيائي على مجالات عديدة في الأبحاث الفيزيائية ومنها مجال تجارب ودراسة الجسيمات الأولية نظرياتها ونظرية الأوتار والفيزياء الفلكية والنظرية النسبية العامة وفيزياء البلازما. وبهذا فإنه يوحد بين مجالات الفيزياء الخاصة بالأجرام الكونية عظيمة الضخامة في الكون وبين فيزياء أصغر الجسيمات الأولية في الكون.

## تاريخ علم الفلك

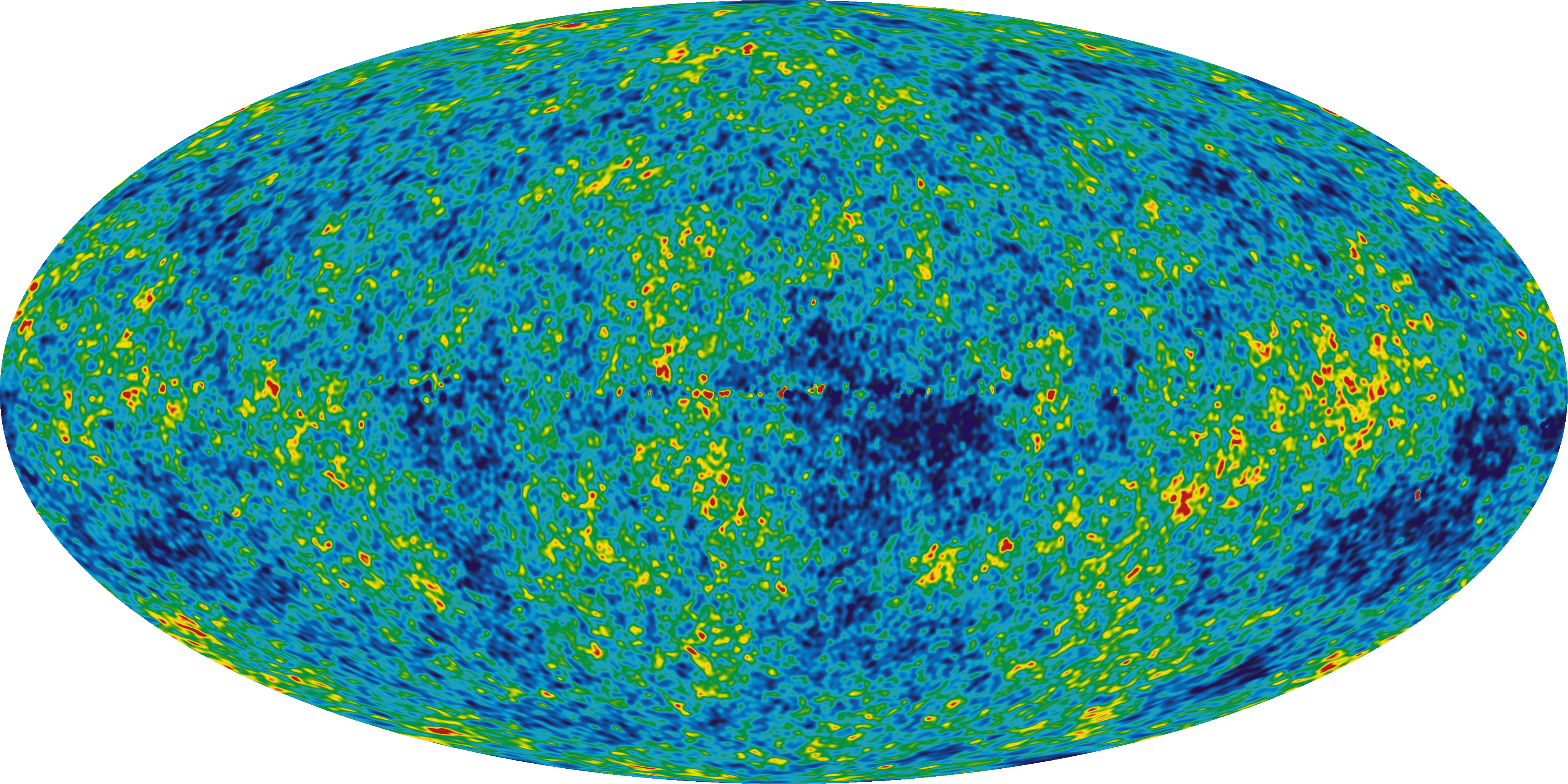
مسبار ويلكينسون لقياس اختلاف الموجات الراديوية صورة بالقمر الصناعي لأشعة الخلفية للكون وهي أشعة تعادل حرارتها 7و2 درجة مطلقة هي بقايا الحالة الشديدة الحرارة بعد الانفجار العظيم وقبل تكون النجوم والمجرات. المناطق الصفراء والحمراء هي مناطق ظهرت فيها تجمعات النجوم والمجرات فيما بعد.

كان من العوامل التي ساعدت في التوصل إلى أساسيات علم الفلك الحديث ونتائجه المفهومة لدينا حالياً عن طريق تطبيق معطيات الفيزياء النظرية مع المشاهدات العملية، فقد صاغ البرت أينشتاين النظرية النسبية العامة عام 1915م وقد كان العلماء يعتقدون أن الكون ثابت ومستقر، ليست له بداية زمنية أو نهاية، ولكن في عام 1916م اكتشف أينشتاين من خلال معادلاته بأن الكون غير ثابت وانه إما يتمدد أو ينكمش ونظراً للاعتقاد السائد حينئذ بثبوت الكون أضاف اينشتاين إلى معادلاته الثابت الكوني، بحيث ينتج عنها كونا ثابتاً مستقراً ضمن الزمكان، وفي عام 1922م قدم العالم ألكسندر فريدمان حلولا لمعادلات اينشتاين للمجال، تصف كون يعرف بمترية فريدمان-لومتري-روبرتسون-ولكر وهو قابل للتمدد أو الانكماش.
وفي عام 1910م حاول فيستو سليبر (وبعده أيضا كارل فيلهلم فيرتز) تفسير ظاهرة الانزياح الأحمر الذي يعتري أطياف المجرات الإهليجية والتي سيتم تفسيرها فيما بعد بأنها تبتعد عن الأرض، ولكن كان تحديد بعد المجرات في ذلك الحين صعباً. وكان من تلك الطرق مقارنة الحجم الفيزيائي للجرم السماوي بحجمه الزاوي angular size، غير أنه من المفروض أن يأتي الحجم الفيزيائي بالحجم الحقيقي. وطريقة أخرى كانت تعتمد على قياس سطوع السدم السماوية وافتراض سطوعا ذاتيا يمكن عن طريقه حساب بعد السديم طبقا للقانون العكسي لمربع المسافة. ونظرا لصعوبة تطبيق تلك الطرق فلم يمكن معرفة أن السدم كانت في حقيقة الأمر خارج مجرة درب التبانة.
وفي عام 1927م صاغ القسيس وعالم الفلك البلجيكي جورج لومتر بناءاً على معادلات فريدمان-لومتر-روبرتسون-ولكر واقترح على أساس حركة السدم الإهليجية الدائرية بأن الكون قد بدأ «بانفجار» وسميت بعد ذلك الانفجار العظيم.
ثم قام إدوين هابل عام 1929م بمشاهدات بالتلسكوب أجراها على السدم الإهليجية وبالرجوع إلى نظرية لومتر بين أن السدم الإهليجية ما هي إلا مجرات بعيدة خارج المجرة قام بتعين بعدها عن طريق قياس سطوع النجوم المتغيرة السفيدية Cepheid variable.
واكتشف هابل وجود علاقة بين الانزياح الأحمر لمجرة ما وبعدها عنا. وفسر ذلك بأن المجرات تبتعد عنا في جميع الإتجاهات وأن سرعتها تزيد كلما زاد بعد المجرة تحت المراقبة عن الأرض. وهذه العلاقة تسمى الآن قانون هابل رغم أن معامل هابل الذي يعبر عن سرعة الابتعاد والمسافة الذي قام بتقديره يزيد كثيراً عن المعدل الذي توصلنا إليه الآن، وذلك بسبب عدم معرفته آنذاك بالاختلافات التي بين المتغيرات القيفاوية.
وبمعرفة المبدأ الكوني فيبين قانون هابل أن الكون يتمدد، وكان هناك تفسيران أوليان لذلك التمدد
- التفسير الأول وهو يتفق مع نظرية لومتر عن الانفجار العظيم والتي أيدها أيضا جورج جاموف.
- والتفسير الآخر عن عالم الفلك فريد هويل وهو خاص بالحالة الثابتة المستقرة للكون، مع تكون مادة جديدة عندما تتباعد المجرات عن بعضها البعض. وطبقاً لذلك النموذج يكون أي جزء من الكون هو نفسه في أي وقت من الأوقات.

## طاقة الكون
خُلقت العناصر الكيميائية الأخف وزناً كالهيدروجين والهيليوم أثناء الانفجار الكبير من خلال عملية التخليق النووي. في سلسلة من تفاعلات التخليق النووي النجمية، يتم بعد ذلك دمج النوى الذرية الصغيرة مع النوى الذرية الأكبر منها، وفي نهاية المطاف تشكل عناصر مجموعة الحديد الثابتة مثل الحديد والنيكل، والتي لها أعلى طاقات الربط النووي. ينتج عن العملية الصافية تحريراً لاحقاً للطاقة، وهذا حدث بعد الانفجار الكبير. يمكن أن تؤدي تفاعلات الجسيمات النووية هذه إلى تحرير مفاجئ للطاقة من النجوم المتغيرة. كما أن انهيار الجاذبية في المادة وتحولها إلى ثقوب سوداء يعمل أيضاً على دعم العمليات الأكثر نشاطاً، والتي ترى بشكل عام في المناطق النووية للمجرات وتشكل أشباه النجوم والمجرات.
لا يمكن لعلماء الكونيات شرح جميع الظواهر الكونية تماماً، مثل تلك المتعلقة بالتوسع المتسارع للكون، باستخدام الأشكال التقليدية للطاقة. بدلاً من ذلك، يقترح علماء الكونيات شكلاً جديداً من الطاقة يسمى بالطاقة المظلمة التي تتخلل كل الفضاء. إحدى الفرضيات هي أن الطاقة المظلمة هي مجرد طاقة الفراغ، وهي مكون من الفضاء الخالي المرتبط بالجزيئات الافتراضية الموجودة بسبب مبدأ عدم اليقين.
لا توجد طريقة واضحة لتحديد الطاقة الكلية في الكون باستخدام النسبية العامة على الرغم من أن نظرية الجاذبية هي الأكثر قبولاً على نطاق واسع. لذلك، يبقى التأكد من ما إذا كانت الطاقة الكلية الموجودة في الكون في حالة تمدّد أم لا أمراً مثيراً للجدل. على سبيل المثال، يفقد كل فوتون يسافر عبر الفضاء بين المجرات الطاقة بسبب تأثير انزياح الطيف الضوئي للون الأحمر. لا يتم نقل هذه الطاقة بشكل واضح إلى أي نظام آخر، لذلك يبدو أنها فقدت بشكل دائم. من ناحية أخرى، يصر بعض علماء الكون على أن الطاقة يتم الحفاظ عليها بطريقة ما. هذا يرجع إلى مبدأ مصونية الطاقة.
تعتبر الديناميكا الحرارية في الكون مجال واسع للدراسة ويمكن أن يستكشف أي شكل من أشكال الطاقة المهيمنة في الكون، كالجسيمات النسبية التي يشار إليها باسم الإشعاع، أو الجسيمات غير النسبية المشار إليها باسم المادة. الجسيمات النسبية هي جسيمات تكون الكتلة الباقية فيها صفرية أو لا تذكر مقارنةً بطاقتها الحركية، وبالتالي تتحرك بسرعة الضوء أو بسرعة قريبة منها؛ الجزيئات غير النسبية لها كتلة أكبر بكثير من طاقتها وبالتالي تتحرك بسرعة أبطأ بكثير من سرعة الضوء.
مع توسع الكون، تصبح المادة والإشعاع فيه مخففين. ومع ذلك، فإن كثافة الطاقة من الإشعاع والمواد تضعف بمعدلات مختلفة. مع اتساع حجم معين، يتم تغيير كثافة طاقة الكتلة عن طريق زيادة الحجم فقط، ولكن يتم تغيير كثافة الطاقة للإشعاع من خلال الزيادة في الحجم والزيادة في الطول الموجي للفوتونات التي تتكون منها. وهكذا تصبح طاقة الإشعاع جزءاً أصغر من إجمالي طاقة الكون ومن طاقة المادة أثناء توسع الكون. ويقال أن الكون في وقت مبكر جداً كان مهيمن على الإشعاع والإشعاع كان المسيطر على تباطؤ التوسع. في وقت لاحق، ونظراً إلى أن متوسط الطاقة في الفوتون يصبح 10 فولت أو أقل، فإن المادة تسيطر على معدل التباطؤ، وبقال أن الكون «مسيطر على المادة». لا يتم التعامل مع الحالة الوسطية بشكل جيد من الناحية التحليلية. مع استمرار توسع الكون، تضعف المادة أكثر من ذلك ويصبح الثابت الكوني هو المسيطر، مما يؤدي إلى تسارع توسع الكون.

### تاريخ الكون
تاريخ الكون هو القضية المركزية في علم الكونيات. ينقسم تاريخ الكون إلى فترات مختلفة تسمى كل واحدة منها بالعصر، وفقاً للقوى والعمليات السائدة في كل فترة. يعرف النموذج الكوني القياسي باسم نموذج (Lambbda- CDM).

### معادلات الحركة
يمكن أن نحصل على معادلات الحركة التي تتحكم بالكون ككل من النسبية العامة مع إضافة الثابت الكوني الإيجابي الصغير ، وذلك ضمن النموذج الكوني القياسي. والحل هو الكون المتوسع؛ يبرد الإشعاع والمادة في الكون بسبب هذا التمدد ويصبحان مخففين. في البداية، تباطأ التمدد عن طريق انجذاب الإشعاع والمادة في الكون للجاذبية. ومع ذلك، عندما يصبح الإشعاع مخفف، ويصبح الثابت الكوني أكثر هيمنة ويبدأ توسع الكون في التسارع بدلاً من التباطؤ. حدث هذا في عالمنا منذ مليارات السنين.

### فيزياء الجسيمات في علم الكونيات
خلال أولى لحظات الكون، كان متوسط كثافة الطاقة مرتفعاً جداً، مما جعل معرفة فيزياء الجسيمات أمراً حاسماً لفهم هذه البيئة. وبالتالي، فإن عمليات التشتت وانحلال الجزيئات الأولية غير المستقرة مهمة للنماذج الكونية لهذه الفترة.
كقاعدة عامة، تكون عملية الانتشار أو الانحلال مهمة من الناحية الكونية في فترة معينة إذا كان المقياس الزمني الذي يصف هذه العملية أصغر أو قابل للمقارنة مع النطاق الزمني لتمدد الكون.
المقياس الذي يصف تمدد الكون هو {\displaystyle 1/H} حيث {\displaystyle H} يؤخذ من قانون هابل، والتي تختلف مع الوقت. يساوي مقياس التمدد {\displaystyle 1/H} تقريباً عمر الكون في كل نقطة زمنية.

## الجدول الزمني للانفجار الكبير
تشير الملاحظات إلى أن الكون بدأ منذ حوالي 13.8 مليار سنة. منذ ذلك الحين، مرّ تطور الكون عبر ثلاث مراحل. كان الكون الأولي –الذي لايزال غير مفهوم بشكل جيد- هو الفصل الثاني الذي كان فيه الكون حاراً جداً لدرجة أن الجزيئات امتلكت طاقات أعلى من تلك التي يمكن الوصول إليها حالياً في مسرعات الجسيمات على الأرض. لذلك، على الرغم من أن السمات الأساسية لهذه الحقبة قد تم وضعها في نظرية الانفجار الكبير، فإن التفاصيل تعتمد إلى حد كبير على التخمينات المعروفة. بعد هذا وفي بداية الكون، استمر تطور الكون وفقاً لفيزياء الطاقة العالية المعروفة. هذا ما حدث عند تشكل البروتونات الأولى والإلكترونات والنيوترونات ومن ثم النواة وأخيراً الذرات. تشكل إشعاع الخلفية الكونية الميكروي مع تشكيل الهيدروجين المحايد. أخيراً بدأت فترة تكوين الهيكل، عندما بدأت المادة تتجمع بالنجوم الأولى والنجوم الزائفة وفي النهاية تشكلت المجرات.
مستقبل الكون ليس معروفاً تماماً بعد، ووفقاً لنموذج ΛCDM، فإنه سيستمر بالتوسع إلى الأبد.

## مجالات الدراسة

### الكون المبكر
يبدو أن الانفجار الكبير المبكر يفسر الكون، ولكن هناك العديد من المشكلات. الأولى هو أنه لا يوجد سبب مقنع لاستخدام فيزياء الجسيمات الحالية، حتى يكون الكون مسطحاً ومتجانساً ومتساوي الخواص. علاوةً على ذلك، تشير النظريات الموحدة العظيمة لفيزياء الجسيمات إلى أنه ينبغي أن يكون هناك أقطاب أحادية مغناطيسية في الكون لم يتم العثور عليها. يتم حل هذه المشكلات خلال فترة وجيزة من التضخم الكوني، الذي يدفع الكون إلى التسطح، ويمنع تباين الخواص. إن النموذج الفيزيائي للتضخم الكوني بسيط للغاية، لكن لم تؤكده فيزياء الجسيمات بعد، وهناك مشاكل صعبة في التوفيق بين التضخم ونظرية المجال الكمومي. يعتقد بعض علماء الكونيات أن نظرية الأوتار وعلم الكونيات البيني ستوفر بديلاً عن التضخم.

## نظرية الانفجار الكبير
نظرية الانفجار الكبير هي نظرية تكوين العناصر في الكون المبكر. انتهى الأمر عندما كان عمر الكون نحو 3 دقائق بعد انخفاض درجة حرارته إلى أقل من درجة حرارة الانصهار النووي. كان هناك فترة قصيرة للتخليق النووي أثناء الانفجار الكبير، لذلك تم إنشاء العناصر الكيميائية الأخف وزناً. بدءاً من أيونات الهيدروجين (البروتونات)، التي أنتجت أساساً الدوتريوم والهيليوم-4 والليثيوم. تم إنتاج عناصر أخرى بوفرة لاحقاً.
تم تطوير النظرية الأساسية للتخليق النووي في عام 1948 من قبل جورج جامو ورالف آشر ألفير وروبرت هيرمان. وتم استخدام هذه النظرية الأساسية لسنوات عديدة كدراسة للفيزياء في وقت الانفجار الكبير، حيث تربط نظرية التخليق النووي في الانفجار الكبير بين وفرة عناصر الضوء البدائي وعناصر الكون المبكر.

## تشكل وتطور البنية الواسعة للمجرات
يعد فهم تشكل وتطور البنية الأوسع والأقدم للمجرات على سبيل المثال (النجوم الزائفة ومحموعات وعناقيد المجرات والعنقود المجري الهائل) أحد أكبر الجهود في علم الكونيات. يدرس علماء الكونيات نموذجاً للتكوين الهرمي الذي تتشكل فيه الهياكل من الأسفل إلى الأعلى، مع تكوين الكتل الصغيرة أولاً، في حين لاتزال الكتل الأكبر مثل عناقيد المجرات في مرحلة التجمع.
هناك أداة أخرى لفهم تكوين البنية وهي المحاكاة التي يستخدمها علماء الكون لدراسة التجميع التثاقلي للمادة في الكون، حيث تتجمع في خيوط ومن ثم في سلاسل هائلة. تحتوي معظم عمليات المحاكاة على مادة مظلمة باردة غير باريونية فقط، والتي ينبغي أن تكون كافية لفهم الكون لأبعد حد، حيث توجد مادة مظلمة أكثر بكثير في الكون من المادة المرئية والباريونية. بدأت عمليات المحاكاة الأكثر تقدماً تشمل الباريونات ودراسة تشكيل المجرات الفردية. يدرس علماء الكونيات هذه المحاكاة لمعرفة ما إذا كانوا يتفقون مع استطلاعات المجرات، ومن أجل فهم أي تباين.

## المادة المظلمة
تشير الدلائل المستخلصة من التخليق النووي للانفجار الكبير، وخلفية الإشعاع الكوني الميكروي وتشكيل الهياكل ومنحنيات دوران المجرة إلى أن نحو 23% من كتلة الكون تتكون من مادة مظلمة غير باريونية في حين أن 4% فقط منه مادة مرئية باريونية. الآثار الجانبية للمادة المظلمة مفهومة جداً، حيث أنها تتصرف كالسائل البارد غير الإشعاعي الذي يشكل هالات حول المجرات. لم يتم اكتشاف المادة المظلمة في المختبرات، ولاتزال طبيعة فيزياء الجسيمات في المادة المظلمة غير معروفة تماماً.

## الطاقة المظلمة
إذا كان الكون مسطحاً، فيجب أن يكون هناك مكون إضافي يتكون من 73% من كثافة الطاقة في الكون بالإضافة إلى 23% من المادة المظلمة و4% من الباريونات. وهذا ما يسمى بالطاقة المظلمة. حتى لا تتداخل مع التخليق النووي للانفجار الكبير وخلفية الإشعاع الكوني الميكروي، يجب ألا تتجمع في هالات مثل الباريونات والمادة المظلمة. هناك أدلة رصد قوية على الطاقة المظلمة، حيث أن كثافة الطاقة الكلية للكون معروفة من خلال القيود المفروضة على تسطيح الكون، ولكن يتم قياس كمية المادة المجمعة بإحكام، وهي أقل بكثير من ذلك. تم تعزيز حالة الطاقة المظلمة في عام 1999، عندما أثبتت القياسات أن تمدد الكون قد بدأ يتسارع تدريجياً.

## اقرأ أيضا
| - كون - خط زمني للانفجار العظيم - الانفجار العظيم | - مصير كون يتمدد - ثقب أسود كوني - علم التاريخ النووي للكون |

## وصلات خارجية
- Cambridge Cosmology التابع لجامعة كامبردج.